# Phantom (console)
Il Phantom era una console in sviluppo presso gli Infinium Labs. La macchina doveva scaricare direttamente da internet i contenuti multimediali che sarebbero stati memorizzati nell'hard disk o nelle cartucce utilizzate dalla console. Il sistema ha causato molte discussioni nel mondo dei videogiochi e della finanza per via dei ritardi di uscita della console e per via degli scandali finanziari che hanno colpito gli Infinium Labs. Alla fine il produttore annunciò la cancellazione del progetto mettendo sotto una cattiva luce gli stessi Infinium Labs.

## Hardware
Nel maggio del 2004, le specifiche della macchina erano le seguenti:
- CPU: AMD Athlon XP 2500+
- Scheda grafica: nVIDIA GeForce FX 5700 Ultra, con 128MB di RAM
- RAM: 256MB
- Hard Drive: 80GB con cache dei contenuti
- Suono: Dolby Digital 5.1 Audio
- Controlli: Game pad e una tastiera e mouse combinati in un unico dispositivo chiamato "lapboard".
- Modulo Wireless per poter gestire il game pad e il lapboard.